# Atlanta Hawks 1996-1997
La stagione 1996-97 degli Atlanta Hawks fu la 48ª nella NBA per la franchigia.
Gli Atlanta Hawks arrivarono secondi nella Central Division della Eastern Conference con un record di 56-26. Nei play-off vinsero il primo turno con i Detroit Pistons (3-2), perdendo poi la semifinale di conference con i Chicago Bulls (4-1).

## Roster
| N° | Naz.                   | Ruolo | Sportivo           | Anno | Alt. | Peso |
| -- | ---------------------- | ----- | ------------------ | ---- | ---- | ---- |
| 2  | Stati Uniti (bandiera) | A     | Anthony Miller     | 1971 | 206  | 102  |
| 3  | Stati Uniti (bandiera) | A     | Ken Norman         | 1964 | 203  | 98   |
| 5  | Stati Uniti (bandiera) | G     | Eldridge Recasner  | 1967 | 191  | 86   |
| 8  | Stati Uniti (bandiera) | G     | Steve Smith        | 1969 | 201  | 91   |
| 10 | Stati Uniti (bandiera) | G     | Mookie Blaylock    | 1967 | 183  | 82   |
| 15 | Stati Uniti (bandiera) | C     | Priest Lauderdale  | 1973 | 224  | 147  |
| 17 | Stati Uniti (bandiera) | G     | Jon Barry          | 1969 | 193  | 88   |
| 24 | Stati Uniti (bandiera) | G     | Donnie Boyce       | 1973 | 196  | 89   |
| 28 | Stati Uniti (bandiera) | A     | Ivano Newbill      | 1970 | 206  | 111  |
| 32 | Stati Uniti (bandiera) | AC    | Christian Laettner | 1969 | 211  | 107  |
| 33 | Stati Uniti (bandiera) | GA    | Tyrone Corbin      | 1962 | 198  | 95   |
| 34 | Stati Uniti (bandiera) | GA    | Willie Burton      | 1968 | 203  | 95   |
| 35 | Stati Uniti (bandiera) | GA    | Darrin Hancock     | 1971 | 201  | 93   |
| 42 | Stati Uniti (bandiera) | A     | Henry James        | 1965 | 203  | 100  |
| 44 | Stati Uniti (bandiera) | A     | Alan Henderson     | 1972 | 206  | 107  |
| 45 | Stati Uniti (bandiera) | A     | Derrick Alston     | 1972 | 211  | 102  |
| 55 | Zaire (bandiera)       | C     | Dikembe Mutombo    | 1966 | 218  | 111  |

## Staff tecnico
- Allenatore: Lenny Wilkens
- Vice-allenatori: Dick Helm, Bill Hanzlik, Stan Albeck, Gary Wortman